# Anna-Lotta Larsson
Ingeborg Ann-Charlotte (Anna-Lotta) Larsson, född 5 april 1954 i Karlstad, är en svensk sångerska och skådespelare.
Hon utbildade sig till sångpedagog på Framnäs musikskola och kom därefter in på Operahögskolan i Göteborg. Hon var en av tre kvinnor i Little Mike & The Sweet Soul Music Band där även Nils Landgren ingick, har haft en egen TV-show och sjungit många typer av modern populärmusik. För den svenska TV-publiken är hon också känd från Värmlänningarna i Gropa på Ransäters Hembygdsgård, där hon spelade Anna.
Hon var programledare för Har du hört den förut? på SVT 1.
Anna-Lotta Larsson har även varit verksam som dubbare av animerade långfilmer.

## Diskografi
- 1985 – Natt efter natt
- 1986 – A piacère
- 1989 – Vädur
- 1990 – Tidvatten
- 1992 – Fem
- 1995 – Jag ser dig i smyg
- 1998 – Just vid den här tiden
- 2003 – Tidlöst
- 2004 – Känn en doft av kärleken
- 2007 – Kärleken förde oss samman
- 2010 – Saknad

## Filmografi
- 1980 – Snövit och de sju dvärgarna (svensk röst till Snövit)
- 1981 – Göta kanal
- 1981 – Micke och Molle (svensk röst till Vixie)
- 1984 – Jönssonligan får guldfeber
- 1991 – Isbjörnskungen
- 1992 – Hassel – Utpressarna
- 1997 – Bondånger (TV-serie)
- 1997 – En fyra för tre (TV-serie)
- 1999 – Nya tider (TV-serie)
- 2002 – Lilo & Stitch (svensk röst till Nani)
- 2004 – Kogänget
- 2006 – Ice Age 2
- 2009 – Karaokekungen
- 2013 – Frost (svensk röst till Gerda)

## Teater

### Roller (ej komplett)
| År   | Roll               | Produktion                                    | Regi            | Teater        |
| ---- | ------------------ | --------------------------------------------- | --------------- | ------------- |
| 1982 | Ludmila Sjaljapina | Animalen Lars Johan Werle och Tage Danielsson | Tage Danielsson | Oscarsteatern |
| 1991 | Ledaren            | Zorba! Fred Ebb, John Kander och Joseph Stein | Georg Malvius   | Riksteatern   |